# 劉方平
劉方平（710？—？），洛陽（今河南洛阳）人，唐朝詩人、画家。

## 生平
刘方平是匈奴河南刘氏后裔，邢襄公刘政会玄孙。劉方平是美男子，長得童颜白皙。天宝九载（750年）曾應進士，不中；又欲從軍，亦未如意。從此隱居潁水、汝河之濱，終生未仕。野史记载，刘方平長期在外游玩，其妻许氏傳聞曾與寺里僧人有奸情。與皇甫冉、元德秀、李頎、嚴武等人唱遊，為蕭穎士賞識，誉之为“山东茂异”。

## 文学成就
工詩，善畫山水，李勉甚重之。其詩多詠物寫景之作，尤擅絕句，思想內容較貧弱，但藝術性較高，善寓情於景。作有《月夜》 、《春怨》、《新春》、《秋夜泛舟》等詩。有诗一卷。《全唐詩》存詩26首。《全唐詩續拾》補1首。其中《春怨》一詩被选入《唐诗三百首》。

## 家庭
- 刘政会，唐邢襄公
  - 刘奇，吏部侍郎
    - 刘超，河南少尹
      - 刘全诚

    - 刘微，吴郡太守，江南采访
      - 刘方平

    - 刘同，万年县令
    - 刘循，金吾将军

  - 刘元象，主客郎
  - 刘元育，易州刺史